# Irrational Games
Irrational Games (イラショナル・ゲームズ）はLooking Glass Studiosで働いていた３人、ケン・レヴィンとジョナサン・ケイ、ロバート・フェルミエらによって1997年に設立されたコンピュータゲーム開発会社である。一時的に2K Boston, Inc./2K Australia Pty. Ltd.という社名だった時期もある。主に一人称視点のアクションゲーム（FPS）の開発を行っており、FPSの基本システムと他の独特な要素を併せ持つ作品が多い。
2006年1月9日、Take-Two InteractiveはIrrationalを買収し、今後のゲームは2K Gamesレーベルの下で発売されることを発表した。
もっとも特筆すべき点はIrrationalが２つのスタジオを持っていたことである。ボストン郊外のアメリカ合衆国マサチューセッツ州クインシーに１つ、オーストラリア、キャンベラにもう一つ存在した。
第３スタジオとして2K Marinがあったが、2007年に2K Bostonから分けられた。Irrationalからは5人が退社し、新企業に入った。2K MarinはBioshock2で2K Australiaとともに働いていた。
また、キャンベラスタジオ(2K Australia)はその後あるときにボストンスタジオから切り離され、2010年に2K Marinに吸収された。
2010年7月下旬、複数のマスコミがwhatisicarus.comという最近作られたウェブサイトはIrrational Gamesの未発表プロジェクトに関連したプロモーションだったと伝えた。その次週、2010年8月12日公開だと確認されたトレーラーとともにゲームの情報が断片的に公開された。最終的にそれはBioShock Infiniteだったと判明した。

## 沿革
- 1997 – Looking Glass Studios（英語版）で働いていたケン・レヴィン、ジョナサン・ケイ、ロバート・フェルミエらによってボストンスタジオが設立される。
- 1999 – 大絶賛されたSystem Shock 2がリリースされた。
- 2000 – 舵を取っていたジョナサン・ケイによりIrrational Canberraが設立された。Deep Coverがキャンセルされた。
- 2002 – The Lostの開発が立ちいかなくなったことに対してパブリッシャーのen:Crave Entertainmentとの法的な問題が発生。
- 2004 – IrrationalのデザイナーEd OrmanとDean Tateがオーストラリアのゲームデベロッパーアワードでベストデザイン賞を受賞。同じく、スタジオも2004年のベストゲーム賞とベストPCゲーム賞を受賞。
- 2005 – Irrationalのボストンスタジオがマサチューセッツ州クインシーのもっと広いオフィススペースのところへ移動。「Irrational Games Boston」の名はそのままにした。
- 2006 – IrrationalがTake-Two Interactiveに買収され、2K Gamesの下で発売することとなった。[2]
- 2007 – Irrational Gamesは8月10日に2K Bostonと2K Australiaに名前を変えた。[3] 勢いのある売り上げを記録し幅広い層から大絶賛を受けたBioshockが8月21日にリリースされた。
- 2010 - 2K Bostonは1月8日に「Irrational Games」の名でオリジナルゲームの復活を発表した。[4] 2K Australiaが2K Marinに吸収された。[5] 4月14日にXCOM（英語版）が発表された。

Bioshockの発売後すぐに、開発に携わっていたスタッフの多くがすでに2K Boston/Australiaを去ったという噂が流れた。2007年には2K Bostonチームの5人がカリフォルニア州ノバトの2K Gamesの新スタジオに移籍した。ついで、2K Gamesはノバトに2K Marinを設立することを発表した。

## 作品リスト
| 発売年 | 作品名                          | プラットフォーム | プラットフォーム | プラットフォーム | プラットフォーム | プラットフォーム | プラットフォーム |
| 発売年 | 作品名                          | BB               | Mac              | PS3              | Win              | X360             |                  |
| ------ | ------------------------------- | ---------------- | ---------------- | ---------------- | ---------------- | ---------------- | ---------------- |
| 1999   | System Shock 2                  | —                | —                | —                | ○                | —                |                  |
| 2002   | Freedom Force                   | —                | ○                | —                | ○                | —                |                  |
| 2004   | Tribes: Vengeance               | —                | —                | —                | ○                | —                |                  |
| 2005   | Freedom Force vs the 3rd Reich  | —                | —                | —                | ○                | —                |                  |
| 2005   | SWAT 4                          | —                | —                | —                | ○                | —                |                  |
| 2006   | SWAT 4: The Stetchkov Syndicate | —                | —                | —                | ○                | —                |                  |
| 2007   | Bioshock                        | ○                | ○                | ○                | ○                | ○                |                  |
| 2013   | BioShock Infinite               | —                | —                | ○                | ○                | ○                |                  |

### 発売中止になったゲーム
- Deep Cover
- Monster Island
- The Lost